# Zopherus gracilis
Zopherus gracilis es una especie de coleóptero de la familia Zopheridae.
Mide 11.6-21.7 mm. Es totalmente negro. Los élitros tienen puntos pequeños y espaciados a menudo con líneas onduladas. Habita en Arizona (Estados Unidos).